# Mount Monadnock
Mount Monadnock je hora v Cheshire County v americkém státě New Hampshire, 100 km severozápadně od Bostonu. Je vysoká 965 metrů a je tvořena kvarcitem a svorem. Vrchol tvoří rozvodí mezi řekami Connecticut a Merrimack. Název „monadnock“ pochází z jazyka Abenakiů a v angličtině slouží jako obecné označení skalního suku. Lokalita byla zařazena na seznam National Natural Landmark. V oblasti žije medvěd baribal.
Vrchol hory zdolal jako první v roce 1725 kapitán Samuel Willard. Díky snadné dostupnosti a dalekým výhledům do kraje je Mount Monadnock druhou nejnavštěvovanější horou na světě po japonské Fudži. O hoře psali ve svých dílech Ralph Waldo Emerson, Henry David Thoreau, Margaret Fuller, Howard Phillips Lovecraft a Galway Kinnell (sbírka Hledání květin na hoře Monadnock), Alan Hovhaness jí věnoval skladbu Monadnock, Op. 2, maloval ji přední americký krajinář Rockwell Kent.

## Reference

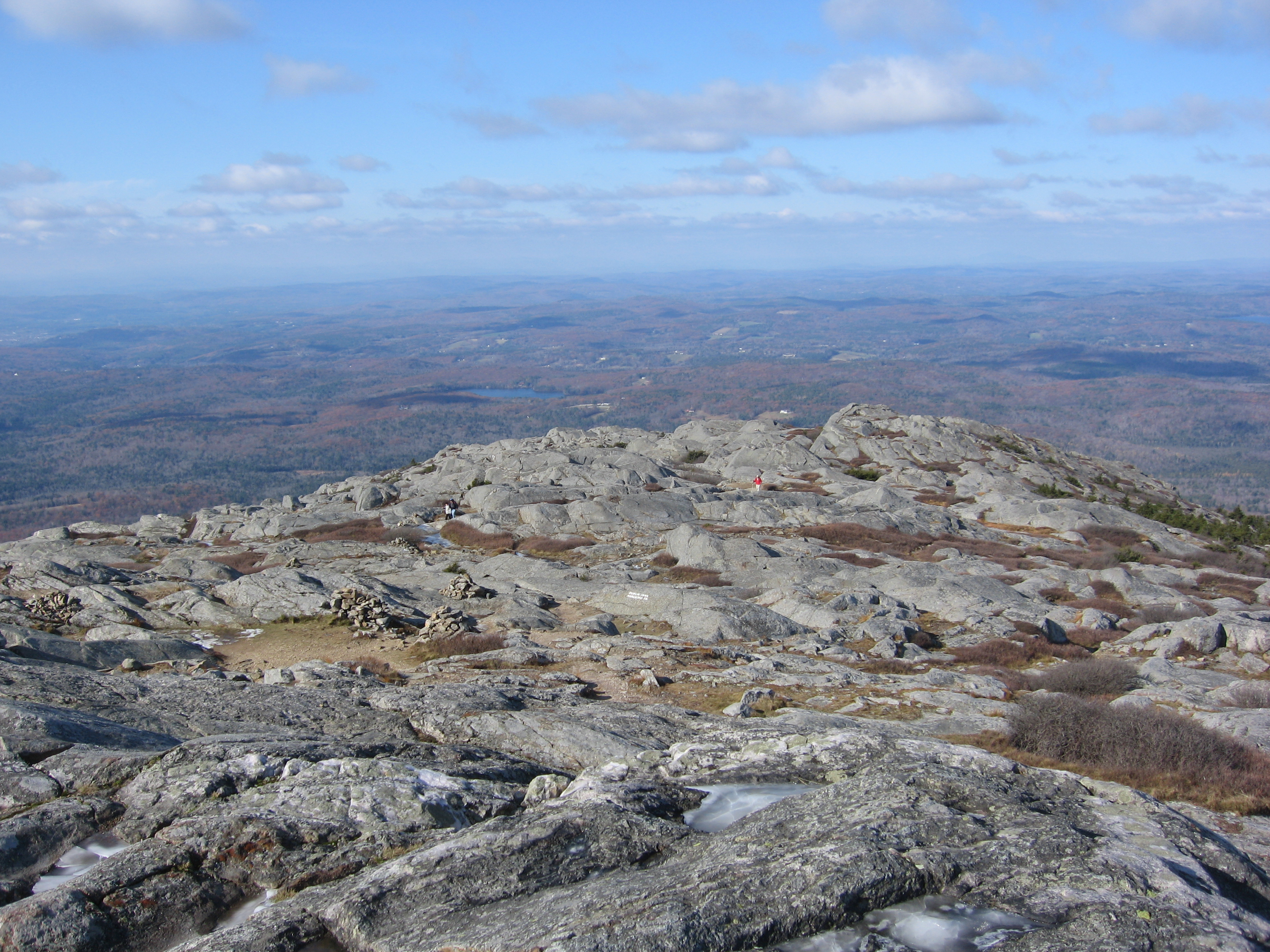
Skalnatá vrcholová plošina